# جيمس ستار (طوابعي)
كان الرائد جيمس ستار (5 أبريل 1870 - 13 مارس 1948)، من فيلادلفيا، في ولاية بنسلفانيا، أحد أوائل جامعي الطوابع الذين جمعوا طوابع الصين ودرسوها وكتبوا عن تاريخ البريد الصيني.

## هواية جمع الطوابع
اهتم جيمس ستار بشكل خاص بدراسة طوابع دراجونز الكبيرة من عام 1878 إلى 1883، بالإضافة إلى إصدارات البريد الجوي الصيني. حظيت مجموعاته المعروضة بشهرة واسعة وحازت على جوائز. شارك ستار في تأليف كتاب "البريد الجوي الصيني، 1920-1935"، الذي استند إلى مجموعته الخاصة من تاريخ البريد الصيني. نُشر الكتاب حوالي عام 1937.
كان ستار عضوًا مؤسسًا في جمعية الطوابع الصينية، وهي أقدم فرع للجمعية الأمريكية لهواة جمع الطوابع، وأكبر منظمة لهواة جمع الطوابع الصينية الناطقة باللغة الإنجليزية في العالم. وكان رئيسًا لها وقت وفاته.

## التكريم والجوائز
حاز على العديد من الجوائز عن معروضاته في المعارض الوطنية والدولية لهواة جمع الطوابع. وقّع على قائمة هواة جمع الطوابع المتميزين عام 1947، واختير عضوًا في قاعة مشاهير الجمعية الأمريكية لهواة جمع الطوابع عام 1949.

## الأرث
بيعت مجموعة ستار الكاملة من البريد الصيني في مزاد سوثبي في عام 1991.